# Castétis
Castétis – miejscowość i gmina we Francji, w regionie Nowa Akwitania, w departamencie Pireneje Atlantyckie.
Według danych na rok 1990 gminę zamieszkiwało 600 osób, a gęstość zaludnienia wynosiła 66 osób/km² (wśród 2290 gmin Akwitanii Castétis plasuje się na 644. miejscu pod względem liczby ludności, natomiast pod względem powierzchni na miejscu 1129.).